# Tooleville
Tooleville statisztikai település az USA Kalifornia államában, Tulare megyében. Lakosainak száma 286 fő (2020. április 1.).

## Népesség
A település népességének változása:

| 2010 | 339 |
| 2020 | 286 |